# دونكان إدموندز
دونكان إدموندز هو سياسي كندي، ولد في 1936 في تورونتو في كندا.